# Yoann Arquin
Yoann Arquin est un footballeur français et international martiniquais né le 15 avril 1988 à Montivilliers en Normandie. Il évolue en Chine au poste d'attaquant.

## Biographie

### PSG et Red Star
Yoann Arquin signe son premier contrat professionnel avec le Paris Saint-Germain pendant l'été 2009, après une saison au Quimper Cornouaille FC jouée en CFA. 
Il rejoint l'année suivante le Red Star 93 et y reste une saison en participant à la promotion du club en National. 

### Hereford et Notts County
Après deux années parisiennes très mitigées il quitte la France pour signer avec Hereford United, club basé dans l'ouest de l'Angleterre. Auteur d'une saison particulièrement réussie, Arquin décide de ne pas lever l'option d'une deuxième saison et décide de rejoindre le club de Notts County. 
À la fin de la saison 2012-2013, il se voit offrir deux trophées par son club: celui de meilleur buteur (9 buts en 48 apparitions ; ratio de 0,19 but par match) et celui du but de la saison.
Le club propose à Arquin de renouveler son contrat mais après une première année globalement réussie, Yoann se voit relégué sur le banc de touche pour sa seconde saison avec Notts County. Malgré, un but et une passe décisive lors d'un match au sommet contre Liverpool en FA Cup, il décide de quitter le club mais surtout une ville qui lui restera très cher.

### Seconde partie et fin de carrière à la suite de mauvais choix
Le 15 janvier 2014, il rejoint donc Ross County à la faveur de Derek Adams qui fera tout pour le recruter. Le club, avant-dernier du championnat, est alors dans une crise profonde. Auteur de 4 buts et de 3 passes décisives en 21 matchs (ratio de 0,19 buts par match), le club finit à la 7e place du championnat.
Le 22 juillet 2015, il signe avec le 1461 Trabzon, club de D2 turque.
Le 27 juillet 2016, Arquin est prêté pour la saison au Syrianska FC en 2e division suédoise. Après quelques mois passés en Suède, Arquin quitte Syrianska FC et signe à Mansfield Town (D4 anglaise) en décembre 2016.
Après un essai, Arquin s'engage le 8 janvier 2018 avec le FC Kaysar Kyzylorda.

### Sélection de Martinique
Arquin est sélectionné par Patrick Cavelan pour disputer la Gold Cup 2013 avec la sélection de la Martinique où il retrouve son cousin Mathias Coureur. Il joue titulaire contre le Canada lors du premier match pendant 80 minutes, sans inscrire de but - il est remplaçant lors du second match et n'entre pas en jeu lors du dernier match décisif face au Mexique. 